# Supreme Court of Uganda
Der Supreme Court of Uganda ist das höchste Gericht Ugandas. Es hat seinen Sitz in der Hauptstadt Kampala.
Verankert ist das Gericht in Art. 130 der seit 1995 geltenden Verfassung Ugandas. Gegenwärtig schreibt die Verfassung vor, dass dem Gerichtshof außer seinem Präsidenten mindestens sechs Mitglieder angehören müssen. Demgegenüber sieht eine umfangreiche Verfassungsreform vor, dass die Zahl der Richter unmittelbar durch das Parlament bestimmt werden soll. Die Entscheidungen des ausschließlich als Appellationsgericht und nicht als Tatsacheninstanz tätig werdenden Gerichtshofs binden die nachgeordnete Gerichtsbarkeit.
Das Richterkollegium besteht derzeit aus:
- Benjamin Joses Odoki (Präsident)
- C.M. Kato
- Arthur Haggai Oder
- John.W.N. Tsekooko
- Alfred N. Karokora
- J.N. Mulenga
- G.W. Kanyeihamba